# Фенол
Фенолът е монохидроксилно производно на бензена. Наименованието му по IUPAC е бензенол, наричан е още хидроксибензен, карбол или карболова киселина.

## Състав и строеж
Молекулната формула на фенола е C6H5OH. Съдържа хидроксилна група и бензеново ядро. Под влияние на бензеновото ядро връзката О-Н допълнително се поляризира. Бензеновото ядро привлича общата електронна двойка от хидроксилната група, която се спряга с 6p електронния секстет, и по този начин допълнително поляризира връзката O-H.

## Физични свойства
Чистият фенол е безцветно кристално вещество с характерен мирис. Температурата му на топене е 40,5 °C. На въздуха лесно се окислява и се оцветява в светло до тъмнорозово. Има специфична (карболова) миризма. При обикновена температура е малко разтворим във вода, но над 66 °C се смесва с водата във всяко отношение. Разреден разтвор на фенол (5%) се нарича карбол и се използва за дезинфектант. С течение на времето той променя цвета си от розов до червено-кафяв, което се дължи на окисляването му. Фенолът е протоплазмена отрова. Попаднал върху кожата, предизвиква изгаряне поради това, че пресича белтъчните вещества. Вредно въздействие имат не само разтворите, но и парите на фенола. Вдишан в малко количество, той причинява главоболие. Фенолът е един от най-опасните замърсители на околната среда. Особено опасно е замърсяването на водата. Например отточните води при производство на т.нар. фенолформалдехидни смоли са сериозен замърсител на водите и реките. Много опасно е и замърсяването на океаните, където фенолът попада главно като се разбият петролоносачи и танкери, превозващи суров нефт. Неблагоприятно действие има неговата токсичност, както и лесната му окисляемост, при което намалява съдържанието на кислород във водата. Затова в силно замърсените райони рибите загиват. Отровената риба мирише на фенол.
Отровното действие на фенола поставя въпроса за обезвреждане на отпадъците му при производство. Една част от тях се улавя, окислява се до нетоксични продукти, а другата се използва при други производства. Днес особено перспективни са биологичните методи за очистване, при които фенолът се разгражда от някои микроорганизми, приспособени да се хранят с фенол. Но биологичният начин за пречистване на фенолни води е най-лесен.

## Химични свойства
Химичните свойства на фенола се определят от неговата хидроксилна група. Бензеновото ядро обаче е негова вторична функционална група. Двете функционални групи – ОН и ядрото, взаимно си влияят. ОН- групата проявява отрицателен индукционен ефект -I и положителен мезомерен ефект +М, като повишава електронната плътност на орто- и на пара- местата в ароматното ядро. Така ориентира заместителите предимно на о- и р- местата, което я прави активиращ орто- и пара- ориентант. Неподелената електронна двойка при орто- атома е спрегната с ароматното ядро и няма възможност да се свърже с протон, поради което фенолът проявява слаби киселинни свойства. За разлика от алкохолите, водният разтвор на фенола променя цвета на виолетовия лакмус в червен, следователно проявява киселинен характер.

## Употреба
Фенолът е изходно вещество за редица производства. Той се използва за получаването на лекарства, пластмаси, синтетични влакна (видлон), взривни вещества, за производство на хербициди и др. Фенолът е важна суровина за производството на фенолформалдехидни смоли. Водните му разтвори се използват за дезинфекция, поради силната си токсичност.